# Trône de lotus

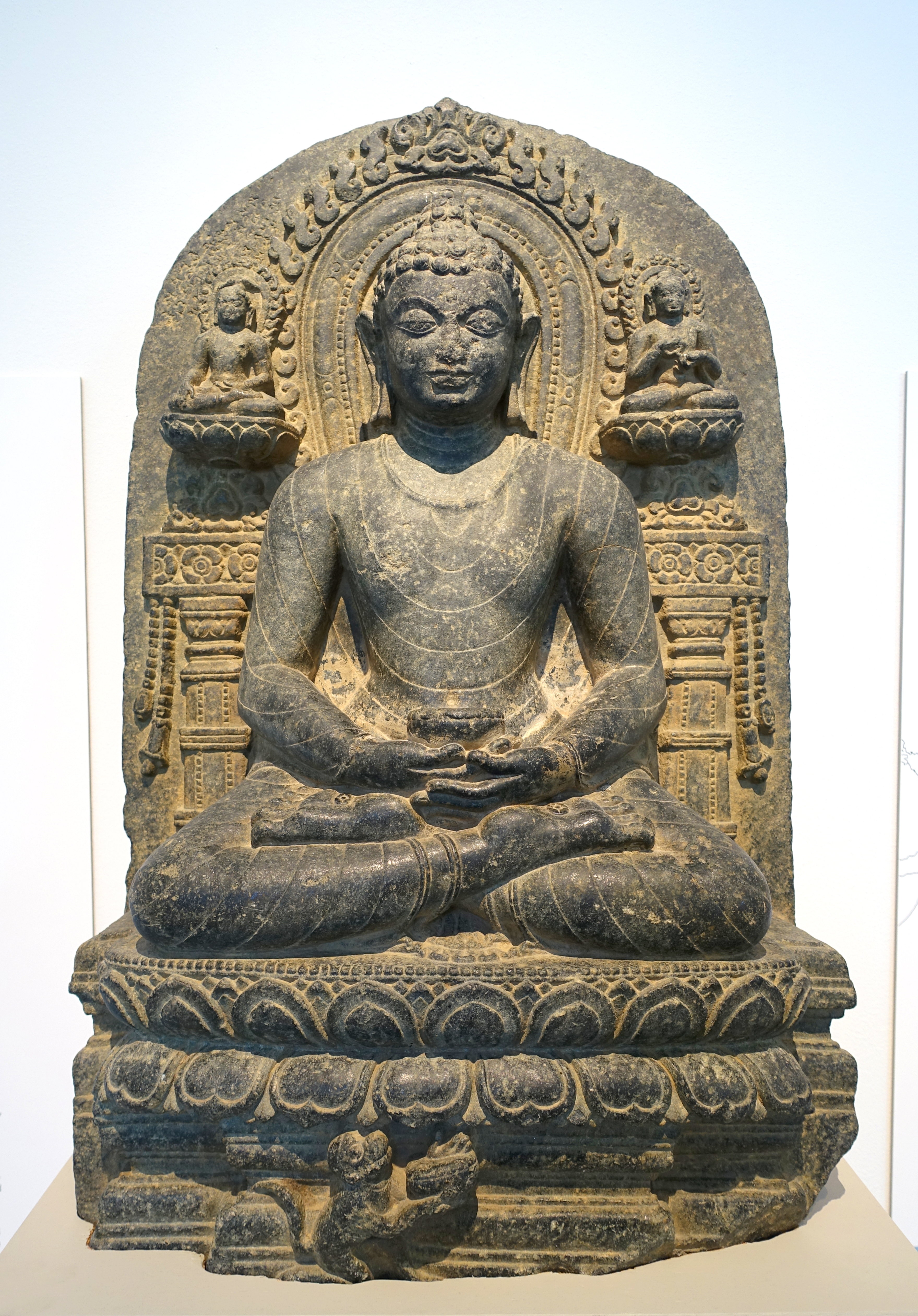
Les trois figures de Bouddha sont chacune sculptées sur un trône de lotus. Dynastie Pala, Inde orientale, v. 1000.

Dans l'art asiatique, un trône de lotus, ou plate-forme de lotus, est une fleur de lotus stylisée utilisée comme siège ou base pour une figure. C'est un piédestal des figures divines dans l'art bouddhiste, l'art hindou, et parfois l'art jaïn. 
La forme précise varie, mais est destinée à représenter la fleur d'ouverture de Nelumbo nucifera, le lotus indien ; dans certaines légendes bouddhistes, le Bouddha bébé émergea d'une fleur de lotus. Le lotus indien est une plante aquatique semblable à un nénuphar, bien qu'éloigné dans la taxonomie. Son réceptacle floral est large, rond et plat au centre de la fleur, avec des ouvertures initialement petites au-dessus de chacune du petit nombre de graines. Entre autres caractéristiques inhabituelles, le nelumbo nucifera possède des propriétés particulières de répulsion de l'eau, connues sous le nom d'effet lotus. Entre autres significations symboliques, il s'élève au-dessus de l'environnement aquatique dans lequel il vit et n'est pas contaminé par celui-ci, fournissant ainsi un modèle pour les bouddhistes,,. Selon le canon pali, le Bouddha en personne eut l'idée de cette métaphore souvent répétée, dans l'Aṅguttara Nikāya, en disant que la fleur de lotus s'élève de l'eau boueuse sans tache, comme il s'élève de ce monde, libre des souillures enseignées dans le sutra,,.
En sanskrit, le trône est nommé soit padmāsana ( sanskrit : पद्मासन,[pɐdmaːsɐnɐ], āsana est le nom d'une position assise), qui est aussi le nom de la position du Lotus dans la méditation et le yoga, ou padmapitha, padma signifiant lotus et pitha base ou socle.

## Histoire
Le plus ancien des Vedas, le Rigveda, décrit les autres dieux observant la naissance d'Agni, le dieu du feu, assis sur des fleurs de lotus ;  la naissance de Vasishtha lui est semblable. Selon un mythe hindou, la divinité majeure Brahma émergea d'un lotus poussant du nombril de Vishnu. 

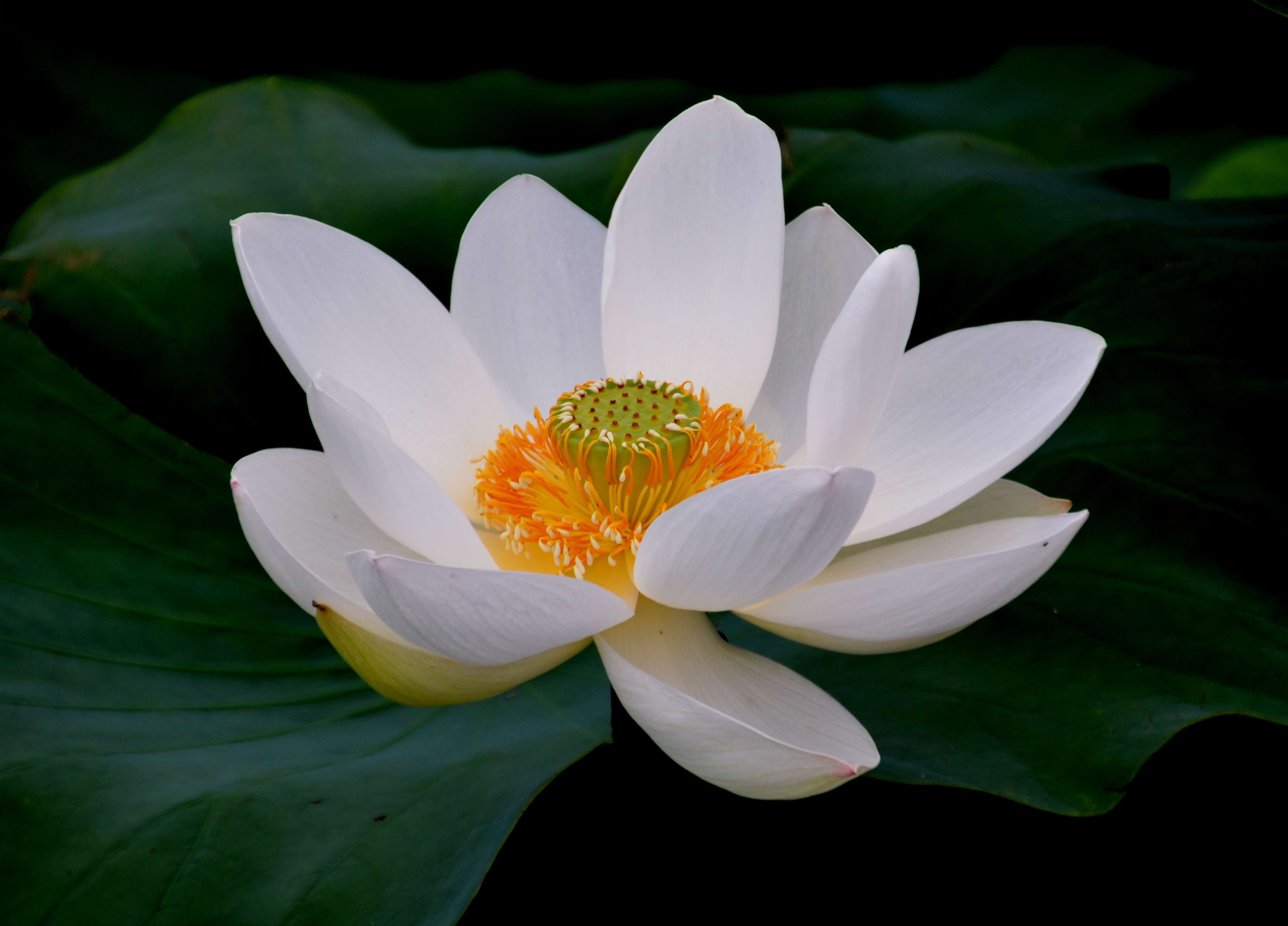
Fleur de nelumbo nucifera, le lotus indien ; sa gamme de couleurs va du blanc au rouge

Dans l'art, cette forme est d'abord considérée comme une base pour les premières images rares de Laxmi du IIe siècle avant notre ère ; beaucoup d'entre eux peuvent avoir un contexte bouddhiste,. Cependant, il se répand pour la première fois avec les figures de Bouddha assis dans l'art gréco-bouddhique du Gandhara vers la fin du IIe ou du IIIe siècle de notre ère. Il a peut-être atteint le Deccan dès la fin du IIe siècle. Probablement vers 200, et avant sa mort vers 250, le penseur bouddhiste Nagarjuna exhorta  un monarque bouddhiste inconnu, sûrement dans le Deccan : 
. . . Veuillez construire à partir de toutes les substances précieuses

 Images de Bouddha aux belles proportions 

 Bien conçu et assis sur des lotus 
– ce qui laisse à penser que cette iconographie était alors courante. La nature des images (peintures ou sculptures) n'est pas définie.
Dans l'art bouddhique premier, il peut être destiné à représenter spécifiquement le deuxième des miracles jumeaux dans la légende de la vie du Bouddha. Dans certains récits, alors qu'il était engagé dans un combat avec des sorciers, le Bouddha se multiplia en d'autres corps, assis ou debout sur des fleurs de lotus . La fleur de lotus fut utilisée pour d'autres figures bouddhistes et adopté pour d'autres divinités hindoues que Laxmi.

## Forme
Le trône évolua, dans l'art, jusqu'à se styliser. Dans la sculpture historique, on compte souvent une ligne de démarcation nette à mi-hauteur ; ce type est appelé piédestal ou trône de « double lotus » ( vishvapadma ). Le plus souvent, les formes de pétales montent et descendent de la ligne de séparation, mais, parfois, la partie supérieure du trône représente la tête de graine à sommet plat proéminente comme base pour la figure, peut-être avec des cercles pour les trous retenant les graines, comme dans le lotus en cours de maturation. Le lotus de Bingdi constitue une variété particulière avec deux fleurs dos à dos sur chaque tige, mais on ignore son influence. Dans les peintures Asie de l'Est, ainsi que dans les peintures hindoues modernes, le trône de lotus est souvent représenté de manière plus réaliste en termes de forme (mais pas de taille).

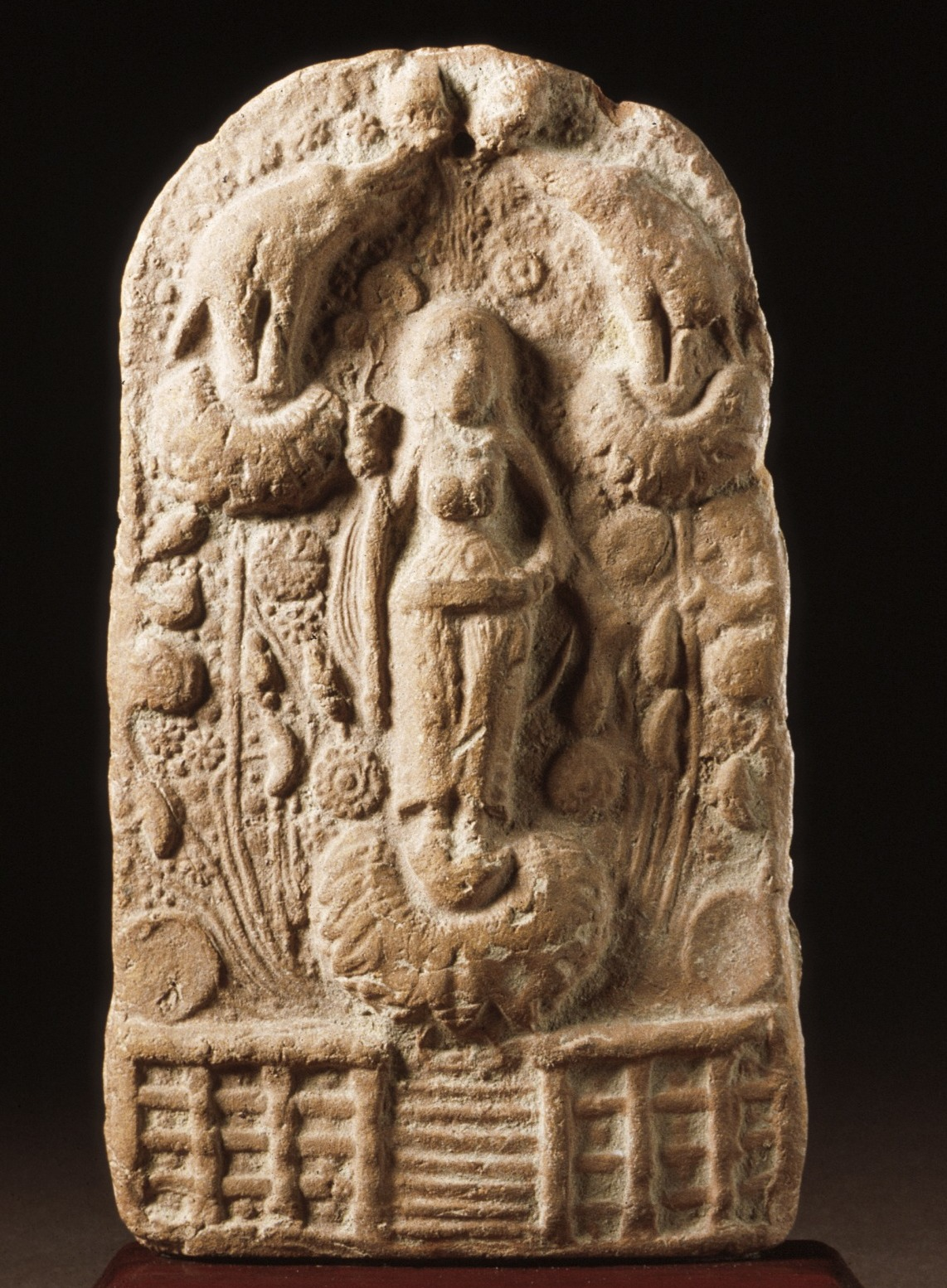
Gaja-Laxmi, 1er siècle avant notre ère, terre cuite, 14,61 cm de hauteur[9].
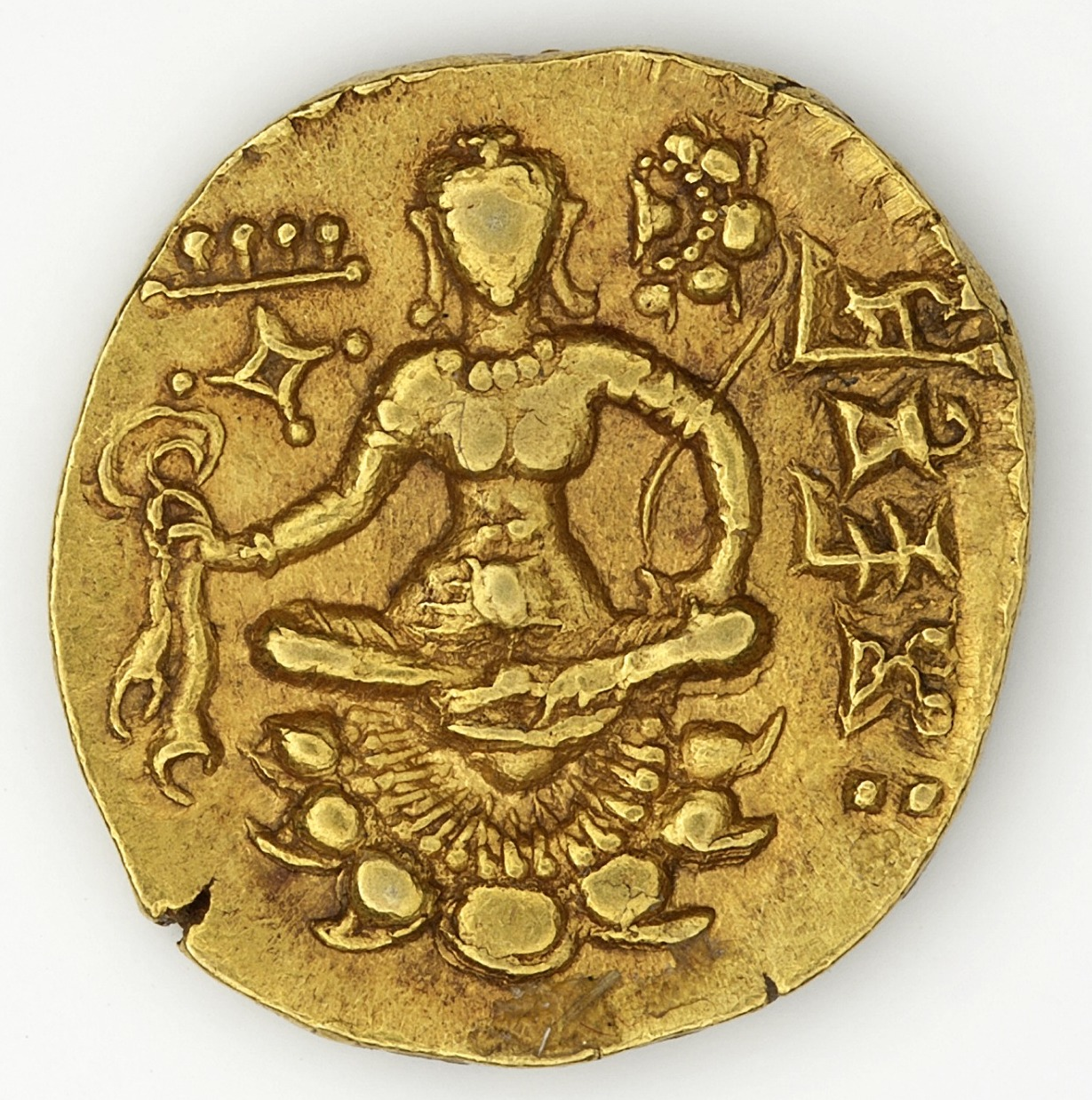
Pièce de dinar en or de Chandragupta II, qui régna c. 375–c. 415 CE
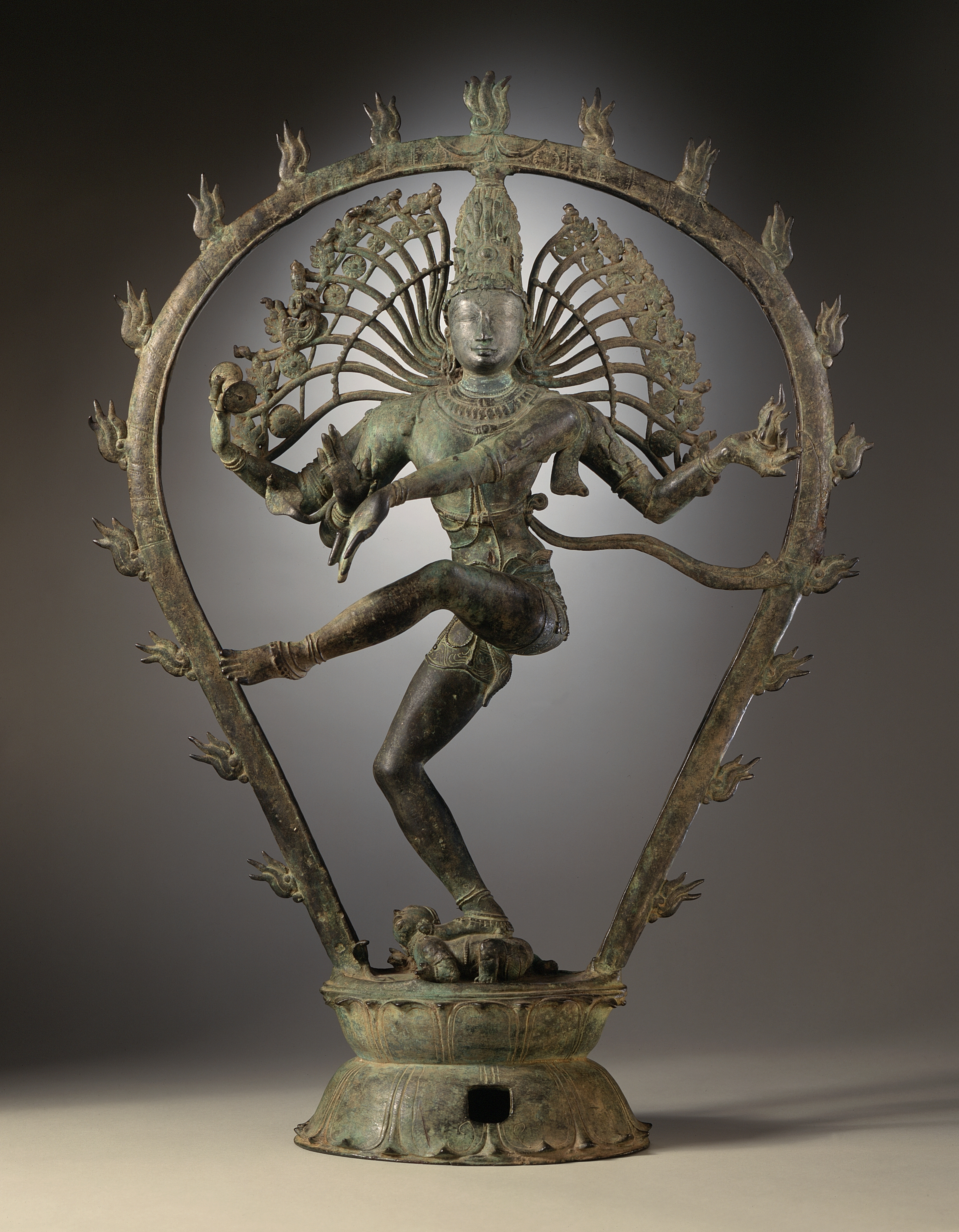
Trône à double lotus retenu, typique des bronzes Chola. Shiva Nataraja, Xe siècle.
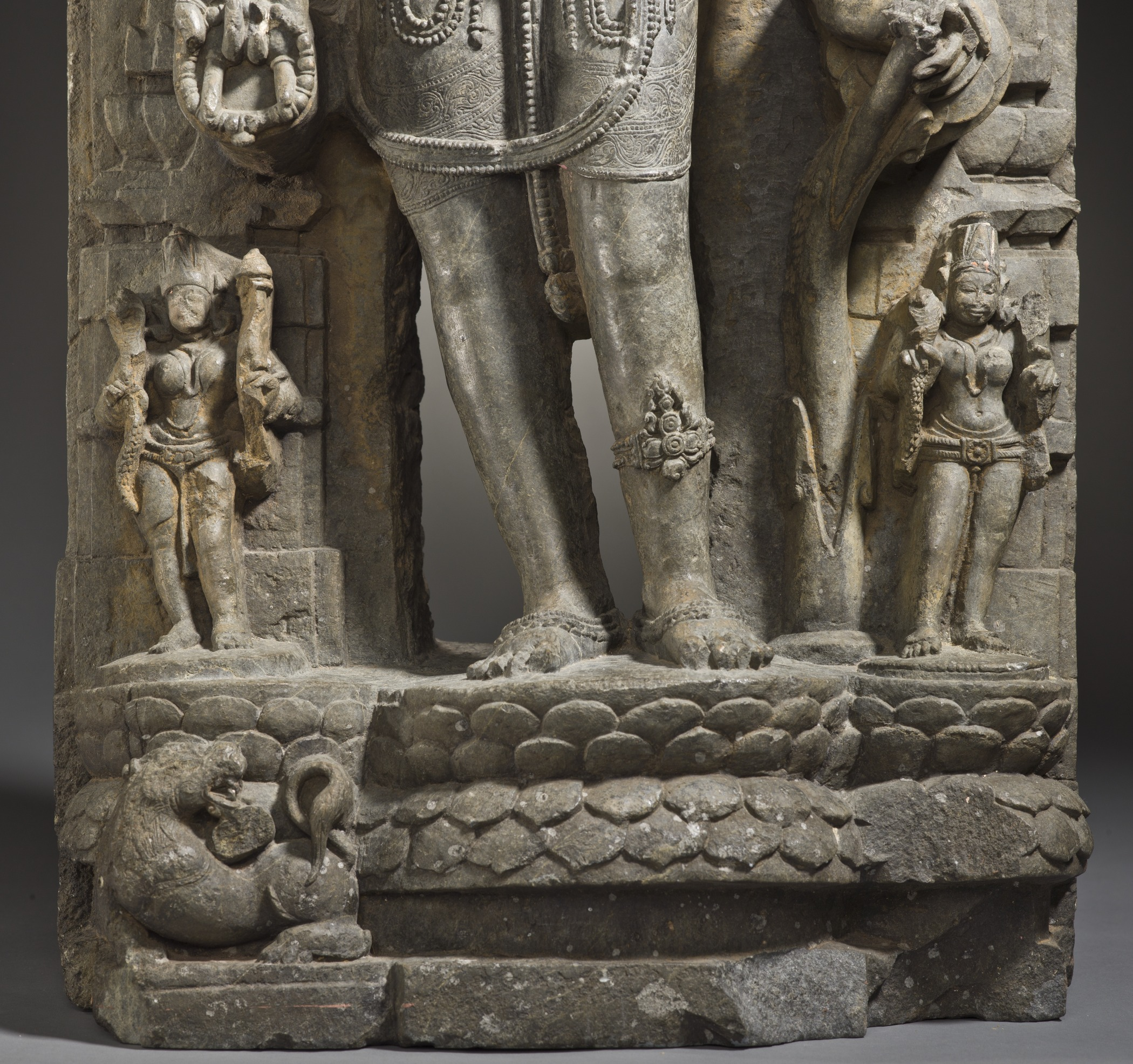
Double-trônes sous Parvati, XIe siècle
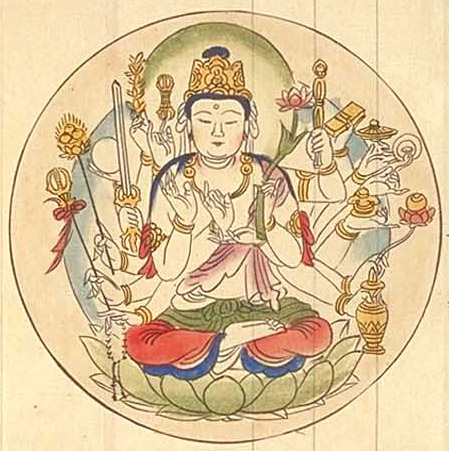
Guanyin, Japon du XIIe siècle
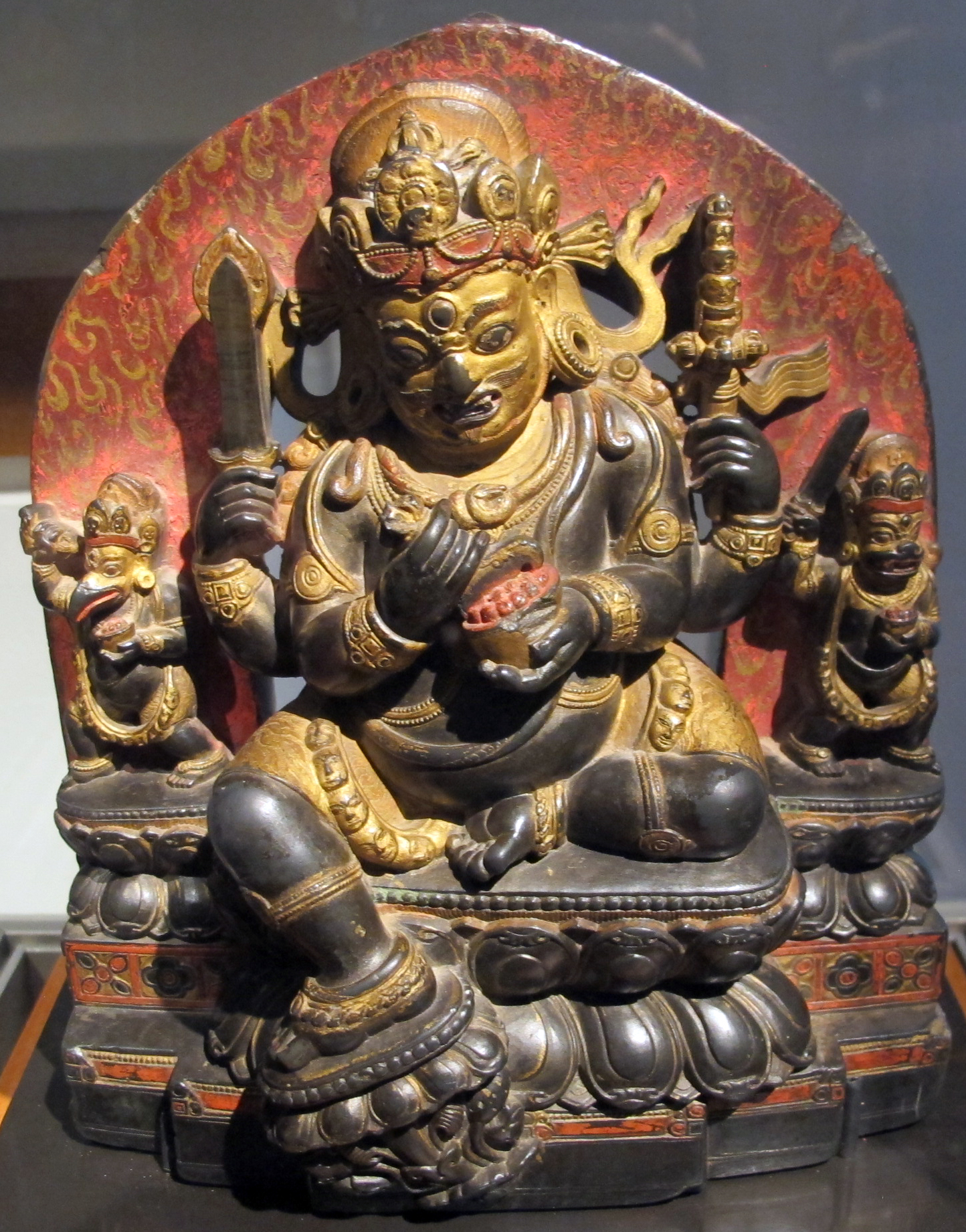
Outre les trois figures, le pied pendant de ce Mahakala tibétain du XIIe siècle a son propre trône
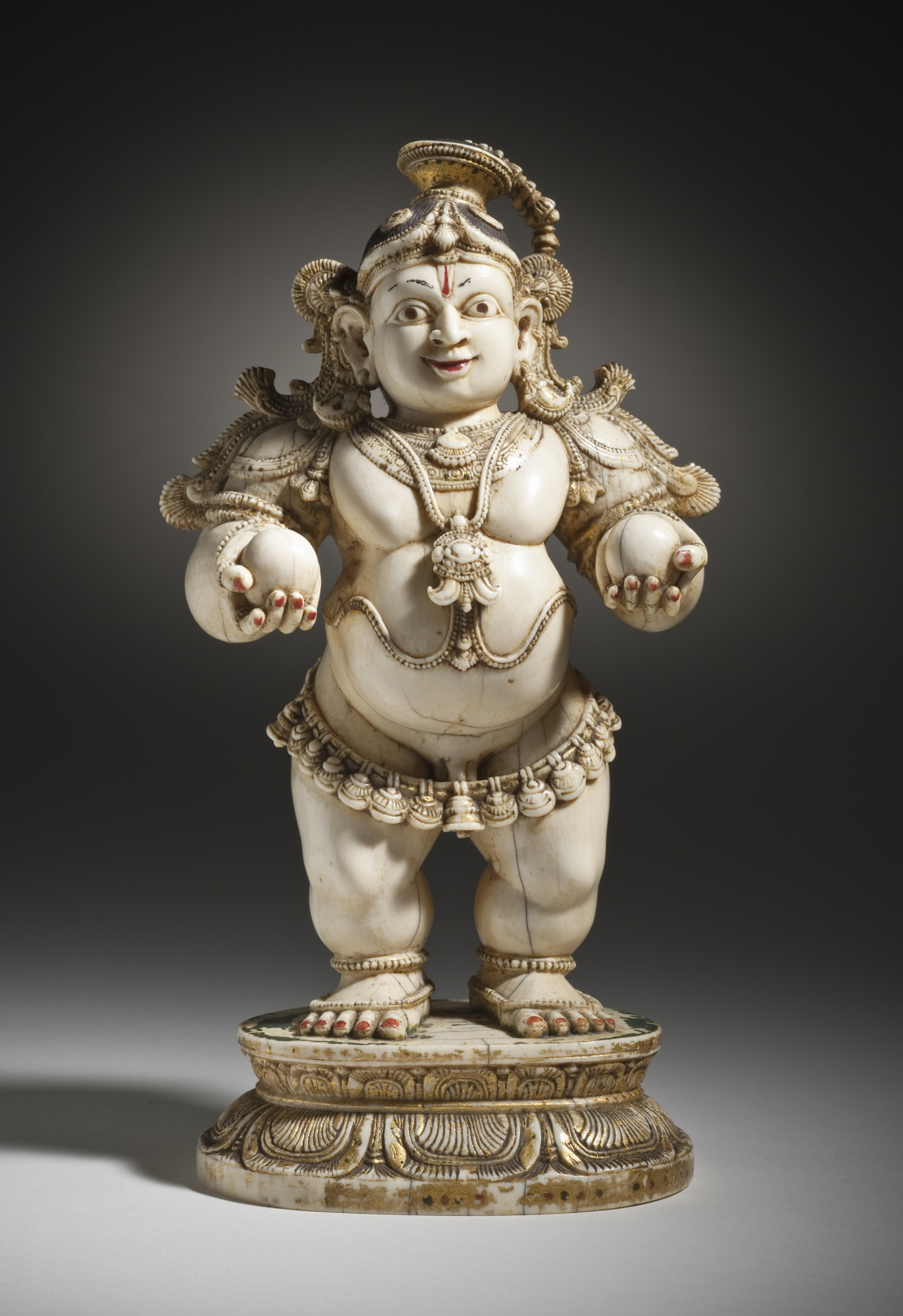
Krishna, ivoire, Inde du XVIe siècle
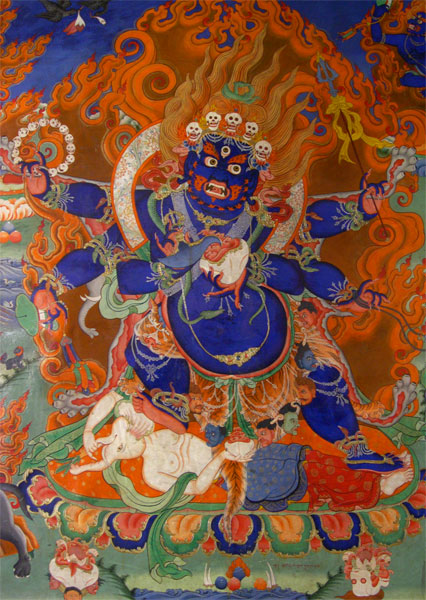
Trône bouddhiste de couleur fantaisiste sous Mahakala, Ladakh
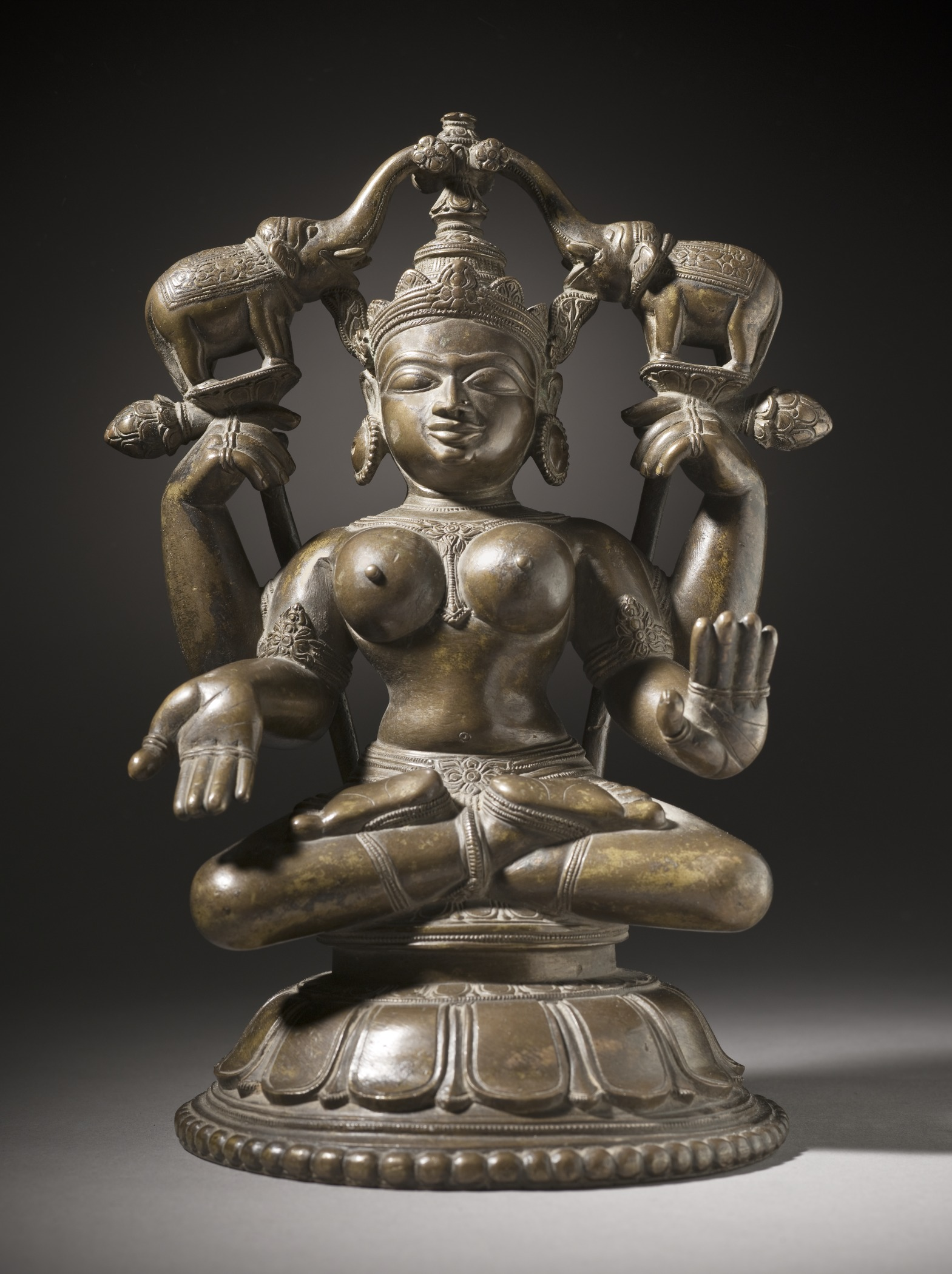
Trône de lotus unique sous Gaja-Laxmi, avec tiges latérales et bourgeons, Odisha, XVIIIe siècle
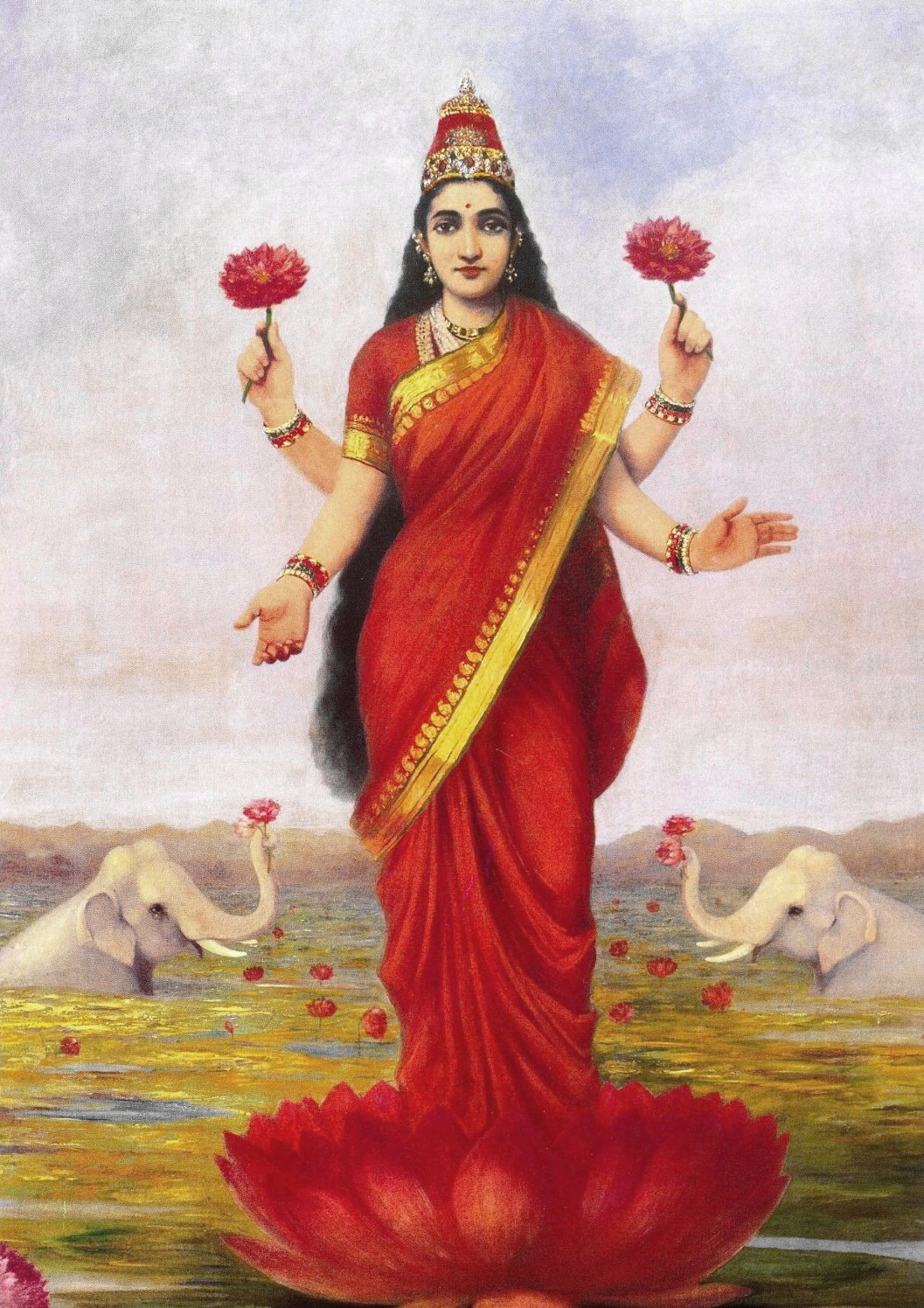
Raja Ravi Varma, Déesse Lakshmi, 1896

## Représentation de la plante entière

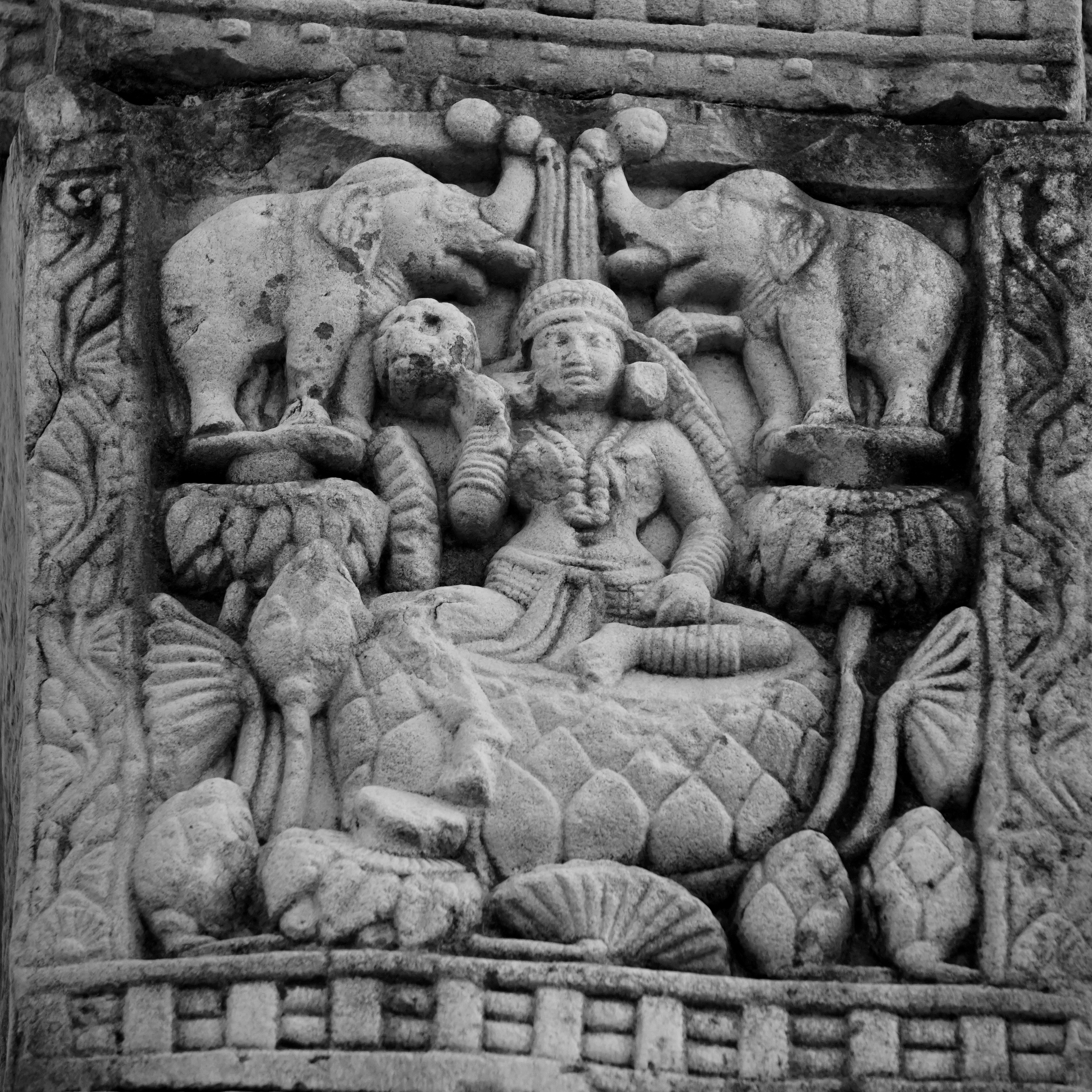
La mère du Bouddha, la reine Maya, lustrée par les éléphants. Sanchi, probablement 1er siècle de notre ère

La majorité des trônes de lotus ne représentent qu'une fleur isolée ou un groupe de fleurs sous différentes figures. Cependant, certaines images représentent davantage la plante. Un relief de Gaja-Laxmi à Ellora montre un étang de feuilles de lotus et de fleurs en herbe sous la forme d'un panneau vertical sous le trône. 

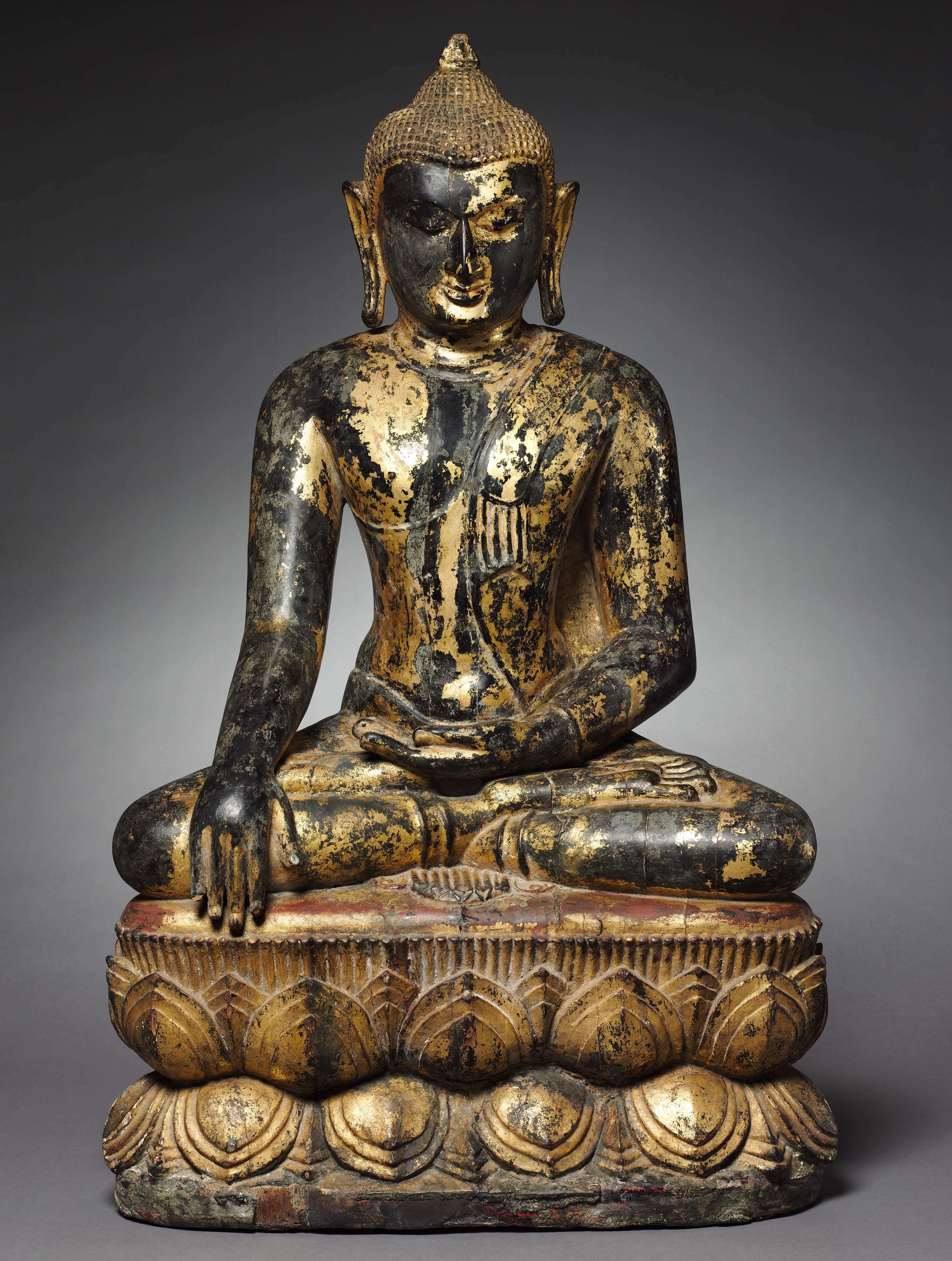
Bouddha birman en bois et laque, XIe siècle

D'autres compositions montrent des tiges, des boutons et des fleurs s'élevant à côté d'un personnage principal. Ceux-ci peuvent se terminer par une fleur tenue par le personnage principal, surtout s'il s'agit d'Avalokitesvara ou du Vishnou du 5e ou 6e siècle, (tous deux ayant aussi l'épithète Padmapani, "porteur de lotus"), ou dans un autre lotus trône derrière la main, si elle est étendue dans un mudra. Alternativement, les tiges peuvent grimper pour soutenir les trônes de lotus sous des figures mineures et plus petites. Par exemple, dans l'illustration de la première plaque en terre cuite, les tiges s'élèvent sur le côté pour soutenir les éléphants lustrant Gaja-Laxmi. Le relief en pierre de Sanchi illustré ici montre une composition similaire avec la reine Maya, mère du Bouddha. Au-dessus ou au-dessous de l'eau, les tiges peuvent être soutenues par de petites figures de naga. 
La plante de lotus de ces représentations est souvent imaginée comme poussant hors de l'océan cosmique, et quelques images représentent la plante sous le niveau de l'eau, avec une tige représentant également l'axe du monde.